# فرناند لويس جوزيف
فرناند لويس جوزيف (بالفرنسية: Fernand-Louis Gottlob)‏ هو كاريكاتيري ورسام فرنسي، ولد في 1873 في باريس في فرنسا، وتوفي بنفس المكان في 1935.